# 15804 Єнісей
15804 Єнісе́й (15804 Yenisei) — астероїд головного поясу, відкритий 9 березня 1994 року.
Тіссеранів параметр щодо Юпітера — 3,340.
Названо на честь річки Єнісей у Російській федерації.